# Simone Sanna
Simone Sanna (Firenze, 16 marzo 1978) è un pilota motociclistico italiano ritiratosi dall'attività agonistica, vincitore del campionato italiano Supersport nel 2005.

## Carriera

### Gli inizi
Dopo le prime esperienze con le minimoto ha cominciato a gareggiare nel campionato italiano Sport Production nel 1995. Il suo esordio nel motomondiale risale all'edizione 1997 in cui ha ottenuto una wild card per partecipare al GP d'Italia nella classe 125, terminando la gara al 24º posto. Negli anni 1997 e 1998 ha partecipato anche al campionato Europeo Velocità classificandosi dapprima al diciassettesimo e poi al decimo posto.

### Classe 125
Le sue prime presenze in forma continuativa nelle gare iridate hanno avuto inizio dal motomondiale 1999 e si sono protratte sino al 2004 rimanendo sempre nella stessa classe. Nel primo anno ha gareggiato in sella ad una Honda per poi passare a motociclette Aprilia.
Il suo miglior anno è stato il 2000, quando ha corso per il team Vasco Rossi Racing, vincendo due Gran Premi e classificandosi 6º al termine della stagione. Nel 2003 si sposta nel campionato mondiale Supersport con una Yamaha YZF R6 del team Yamaha Belgarda, terminando diciassettesimo nel mondiale piloti con 29 punti, realizzando la pole position a Misano Adriatico come unico evento di rilievo.
Non riesce a trovare un ingaggio per continuare nelle competizioni mondiali, pertanto  nel 2004 partecipa al campionato Italiano Velocità categoria Stock 1000, che lo vede decimo nella generale con 25 punti. Nella stessa annata rientra nella classe 125 del motomondiale, andando a sostituire per due gran premi Andrea Ballerini con l'Aprilia RS 125 R del team Sterilgarda Racing. I risultati però non gli consentono di ottenere punti per la classifica piloti.

### Supersport: mondiale e CIV
Nel 2005 è ancora nel campionato Italiano Velocità ma cambia categoria spostandosi nella Supersport, riuscendo a vincere il titolo nazionale con una Honda del team Improve Racing. Sempre nel 2005 prende parte a quattro gare del campionato mondiale Supersport come wildcard con la Honda CBR600RR, posizionandosi ventitreesimo nella graduatoria piloti con 10 punti.
Continua ancora nella Supersport italiana anche nel 2006 sempre con il team Improve Racing, ma non riesce a riconfermarsi campione italiano fermandosi al nono posto in classifica con 37 punti. Prende parte anche a quattro gare del campionato mondiale Supersport, tre come sostituto di Katsuaki Fujiwara con la Honda CBR600RR del team Megabike Honda, una come wildcard con il team Parkalgar. In questa breve parentesi mondiale riesce ad ottenere il secondo posto in gara a Misano Adriatico, arrivando con 32 punti al quattordicesimo posto nel mondiale piloti.
Rientra a tempo pieno come pilota titolare nel campionato mondiale Supersport del 2007 con la Honda CBR600RR del Racing Team Parkalgar, senza però riuscire ad ottenere riscontri di rilievo nelle gare in calendario, classificandosi sedicesimo con 43 punti nel mondiale. Corre altre due gare nel campionato mondiale Supersport del 2008 come wildcard riuscendo, grazie al settimo posto nella gara di Portimao, ad arrivare ventottesimo con nove punti nella classifica piloti.
Ritorna nel 2009 nel campionato Italiano Supersport, chiudendolo al sesto posto con 52 punti, mentre nel 2011 viene ingaggiato dal team Grillini per correre il campionato Italiano Moto2. Prende parte alla prova di Monza concludendola al decimo posto.

## Risultati in gara

### Motomondiale
| 1997 | Classe | Moto    |  |  |  |    |  |  |  |  |  |  |  |  |  |  |  |  | Punti | Pos. |
| ---- | ------ | ------- |  |  |  | -- |  |  |  |  |  |  |  |  |  |  |  |  | ----- | ---- |
| 1997 | 125    | Aprilia |  |  |  | 24 |  |  |  |  |  |  |  |  |  |  |  |  | 0     |      |

| 1999 | Classe | Moto  |   |     |   |    |   |   |    |     |   |   |   |   |    |   |   |   | Punti | Pos. |
| ---- | ------ | ----- | - | --- | - | -- | - | - | -- | --- | - | - | - | - | -- | - | - | - | ----- | ---- |
| 1999 | 125    | Honda | 6 | Rit | 7 | 10 | 4 | 8 | 14 | Rit | 9 | 8 | 2 | 7 | 12 | 6 | 9 | 6 | 123   | 8º   |

| 2000 | Classe | Moto    |    |    |     |     |    |     |   |   |     |   |     |   |   |   |   |    | Punti | Pos. |
| ---- | ------ | ------- | -- | -- | --- | --- | -- | --- | - | - | --- | - | --- | - | - | - | - | -- | ----- | ---- |
| 2000 | 125    | Aprilia | 12 | 14 | Rit | Rit | 10 | Rit | 1 | 5 | Rit | 3 | Rit | 5 | 6 | 1 | 3 | 10 | 132   | 6º   |

| 2001 | Classe | Moto    |   |    |     |    |   |    |    |   |   |    |   |   |     |     |    |   | Punti | Pos. |
| ---- | ------ | ------- | - | -- | --- | -- | - | -- | -- | - | - | -- | - | - | --- | --- | -- | - | ----- | ---- |
| 2001 | 125    | Aprilia | 3 | NP | Rit | 13 | 5 | 10 | 11 | 6 | 1 | 10 | 4 | 6 | Rit | Rit | 16 | 2 | 125   | 7º   |

| 2002 | Classe | Moto    |   |   |   |     |    |   |    |    |   |   |   |    |     |    |   |    | Punti | Pos. |
| ---- | ------ | ------- | - | - | - | --- | -- | - | -- | -- | - | - | - | -- | --- | -- | - | -- | ----- | ---- |
| 2002 | 125    | Aprilia | 5 | 8 | 7 | Rit | 11 | 5 | 12 | 17 | 6 | 7 | 2 | 14 | Rit | 11 | 6 | 14 | 106   | 7º   |

| 2004 | Classe | Moto    |  |  |  |  |  |  |  |     |    |  |  |  |  |  |  |  | Punti | Pos. |
| ---- | ------ | ------- |  |  |  |  |  |  |  | --- | -- |  |  |  |  |  |  |  | ----- | ---- |
| 2004 | 125    | Aprilia |  |  |  |  |  |  |  | Rit | 22 |  |  |  |  |  |  |  | 0     |      |

| Legenda | 1º posto        | 2º posto            | 3º posto            | A punti      | Senza punti        | Grassetto – Pole position Corsivo – Giro più veloce |
| Legenda | Gara non valida | Non qual./Non part. | Ritirato/Non class. | Squalificato | '-' Dato non disp. | Grassetto – Pole position Corsivo – Giro più veloce |

### Campionato mondiale Supersport
| 2003 | Moto   |    |    |    |    |     |     |   |     |     |    |    |  |  | Punti | Pos. |
| ---- | ------ | -- | -- | -- | -- | --- | --- | - | --- | --- | -- | -- |  |  | ----- | ---- |
| 2003 | Yamaha | 12 | 15 | 13 | 14 | Rit | Rit | 8 | Rit | Rit | 10 | 11 |  |  | 29    | 17º  |

| 2005 | Moto  |  |  |  |     |  |   |    |  |  |  |     |  |  | Punti | Pos. |
| ---- | ----- |  |  |  | --- |  | - | -- |  |  |  | --- |  |  | ----- | ---- |
| 2005 | Honda |  |  |  | Rit |  | 6 | 19 |  |  |  | Rit |  |  | 10    | 23º  |

| 2006 | Moto  |  |  |  |  |  |   |   |     |  |  |  |    |  | Punti | Pos. |
| ---- | ----- |  |  |  |  |  | - | - | --- |  |  |  | -- |  | ----- | ---- |
| 2006 | Honda |  |  |  |  |  | 2 | 9 | Rit |  |  |  | 11 |  | 32    | 14º  |

| 2007 | Moto  |     |    |   |     |    |    |     |   |     |     |    |   |    | Punti | Pos. |
| ---- | ----- | --- | -- | - | --- | -- | -- | --- | - | --- | --- | -- | - | -- | ----- | ---- |
| 2007 | Honda | Rit | 21 | 5 | Rit | 13 | 10 | Rit | 6 | Rit | Rit | 14 | 8 | 13 | 43    | 16º  |

| 2008 | Moto  |  |  |  |  |     |  |  |  |  |  |  |  |   | Punti | Pos. |
| ---- | ----- |  |  |  |  | --- |  |  |  |  |  |  |  | - | ----- | ---- |
| 2008 | Honda |  |  |  |  | Rit |  |  |  |  |  |  |  | 7 | 9     | 28º  |

| Legenda | 1º posto        | 2º posto            | 3º posto           | A punti      | Senza punti        | Grassetto – Pole position Corsivo – Giro più veloce |
| Legenda | Gara non valida | Non qual./Non part. | Ritirato/Non class | Squalificato | '-' Dato non disp. | Grassetto – Pole position Corsivo – Giro più veloce |